# Sturmgeschütz-Brigade 907
De Sturmgeschütz-Abteilung 907 / Sturmgeschütz-Brigade 907 / Heeres-Sturmgeschütz-Brigade 907 was tijdens de Tweede Wereldoorlog een Duitse Sturmgeschütz-eenheid van de Wehrmacht ter grootte van een afdeling, uitgerust met gemechaniseerd geschut. Deze eenheid was een zogenaamde Heerestruppe, d.w.z. niet direct toegewezen aan een divisie, maar ressorterend onder een hoger commando, zoals een legerkorps of leger.
Deze Sturmgeschütz-eenheid kwam in actie aan het Italiaanse front gedurende zijn hele bestaan.

## Krijgsgeschiedenis

### Sturmgeschütz-Abteilung 907
Sturmgeschütz-Abteilung 907 werd opgericht in Schweinfurt op 10 januari 1944. Al in januari ging de Abteilung op transport naar Italië en ging via Verona naar Ferentino, waar de Sturmgeschützen in ontvangst werden genomen.
Op 14 februari 1944 werd de Abteilung omgedoopt in Sturmgeschütz-Brigade 907.

### Sturmgeschütz-Brigade 907
De omdoping in Sturmgeschütz-Brigade betekende echter geen organisatorische verandering, de samenstelling bleef gelijk. De brigade kwam in actie bij het Anzio-bruggenhoofd, maar werd in maart 1944 verplaatst naar het gebied rondom Cassino. Daar bleef de brigade in actie tot de geallieerde doorbraak eind mei 1944. Daarna volgde een terugtrekking in de zomer van 1944 naar de Gotenstellung.
Op 10 juni 1944 werd de brigade omgedoopt in Heeres-Sturmgeschütz-Brigade 907.

### Heeres-Sturmgeschütz-Brigade 907
Ook nu betekende de omdoping geen organisatorische verandering, de samenstelling bleef opnieuw gelijk. De brigade kwam nu in actie in de herfstgevechten rondom de Gotenstellung. Net als de rest van de Duitse troepen moest de brigade al snel na het begin van het geallieerde lente-offensief terugtrekken, naar de Po bij Sermide. Aangezien alle Po-bruggen vernietigd waren, werden hier de laatste drie Sturmgeschützen opgegeven. Via Schio en de Pasubio-pas bereikten de mannen van de brigade uiteindelijk op 2 mei 1945 Margreid an der Weinstraße. Daar eindigde de terugtocht.

### Einde
De Heeres-Sturmgeschütz-Brigade 907 capituleerde op 2 mei 1945 in Margreid an der Weinstraße.

## Samenstelling
- Staf
- 1e Batterij
- 2e Batterij
- 3e Batterij

## Commandanten
| Rang | Naam     | Begin | Eind |
| ---- | -------- | ----- | ---- |
|      | onbekend |       |      |